# Evangelie van Maria Magdalena

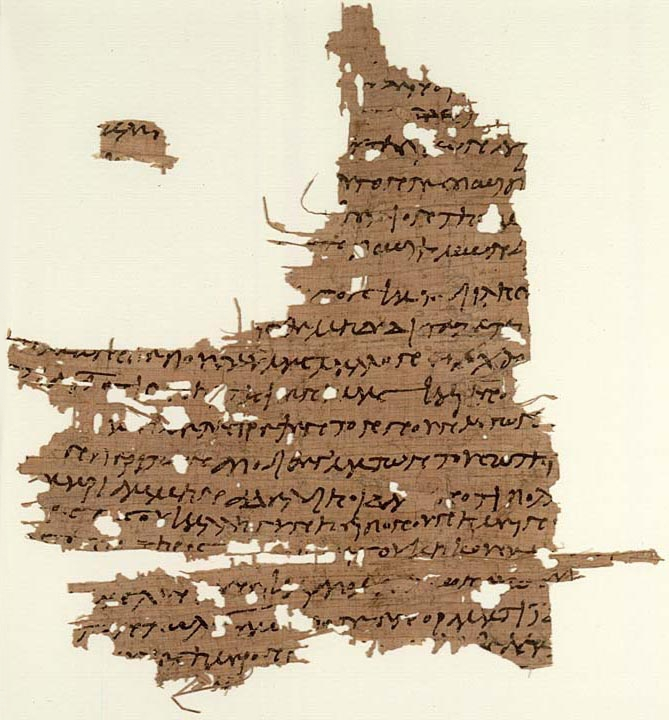
Het Evangelie van Maria Magdalena

Het Evangelie van Maria Magdalena is een gnostisch geschrift, dat in een Koptische vertaling onderdeel was van de vondst van de Berlijnse Codex omstreeks 1896. De codex bevatte daarnaast een versie van het Apocryphon van Johannes, de Wijsheid van Jezus Christus en de proloog van de Handelingen van Petrus. De feitelijke titel in het geschrift is het Evangelie van Maria. Het is echter volstrekt duidelijk dat de Maria in dit evangelie Maria Magdalena moet zijn. 
Er moet een oorspronkelijk Griekse tekst van het evangelie zijn geweest, maar daar is nooit iets van gevonden buiten enkele fragmenten in het Grieks als onderdeel van Oxyrhynchus papyri en de Rylands papyri. De tekst van die fragmenten heeft aanzienlijke verschillen met de gevonden Koptische vertaling. Zoals alle gnostische evangeliën is ook de tekst van het Evangelie van Maria Magdalena niet te vergelijken met de vier canonieke evangeliën, die opgenomen zijn in het Nieuwe Testament. Met name de drie synoptische evangeliën vertellen een doorlopend verhaal over het leven van Jezus. De gnostische evangeliën zeggen niets daarover. De totstandkoming van de tekst van de  gnostische evangeliën is ook op een tijdstip dat later is dan de Bijbelse evangeliën. De oorspronkelijk Griekse tekst van dit evangelie moet in de tweede eeuw zijn geschreven. 

## Maria Magdalena in andere gnostische teksten
Maria Magdalena komt in een aantal andere gnostische teksten voor. Dit zijn  de  Pistis Sophia, Eerste openbaring van Jacobus, Evangelie van Thomas, Wijsheid van Jezus Christus, Evangelie naar Filippus en de Dialoog van de Verlosser. Het is een misvatting dat in alle gnostische geschriften Maria zeer positief beschreven wordt. In de Dialoog van de Verlosser staat een zeer vrouwonvriendelijke aan haar gerelateerde passage. In de meeste wordt zij echter als een begaafde en soms als de meest begaafde leerling van Jezus beschreven, die de woorden van Jezus sneller en beter begrijpt dan de anderen. In de Pistis Sophia staat  Maria, gij benadigde, die Ik in alle mysteriën des Hemels zal inwijden, spreek openlijk, gij wier verstand meer dan dat van al uw broeders gericht is op het Koninkrijk der Hemelen. In een aantal van die geschriften wordt ook bij herhaling een zekere animositeit tussen Maria en Petrus beschreven.

## Debat over het gnostische karakter
Er is op het vakgebied een discussie of dit evangelie wel als gnostisch benoemd kan worden. Die discussie hangt vaak nauw samen met opvattingen meer in het algemeen over de hanteerbaarheid van een definitie voor het begrip gnostiek. Er zijn auteurs die op basis van het ontbreken van de gnostische scheppingsmythe alsmede de afwezigheid van de demiurg in het verhaal dit evangelie niet als gnostisch benoemen. Een enkele auteur komt op basis van een analyse van de tekst tot de conclusie dat de daarin verwoorde noties vooral steunen op het stoïcisme. 
Een moeilijkheid in deze discussie is het feit, dat het gevonden handschrift tien pagina's mist. Er is geen idee wat de inhoud van met name de zes eerste pagina's, waarmee het geschrift opende, geweest moet zijn. Verder wordt in een aantal onomstreden als gnostisch beschouwde geschriften kennis van de lezer over de scheppingsmythe en de demiurg als bekend verondersteld en die thema's worden in die gevallen alleen maar summier benoemd. 
Er zijn dan ook auteurs, die wijzen op teksten in dit geschrift als  De materie gaf geboorte aan een begeerte die haar gelijke niet kent omdat zij is uitgegaan van iets tegennatuurlijks. Zo heerst er verwarring in het gehele lichaam  en van opvatting zijn dat dit tekstdeel wel naar de scheppingsmythe verwijst. Ook een passage als want de Zoon des Mensen verblijft in jullie binnenste duidt op de typisch gnostische notie van de aanwezigheid van de  goddelijke vonk in iedereen. 
In de tekst is sprake van een verslag van Maria van een hemelvaart. Dat verslag heeft parallellen in andere gnostische verhalen over hemelvaart en veronderstelt gnostische noties over verlossing. De natuur van de goddelijke machten die bij deze hemelvaart beschreven worden heeft veel gelijkenis met die van een onomstreden gnostisch werk als het Apocryphon van Johannes. Een meerderheid van de onderzoekers blijft van opvatting dat het gnostische aspect in dit evangelie voldoende aanwezig is om het ook als zodanig te benoemen. 

## Essentie van de inhoud
Door het ontbreken van de eerste zes bladzijden begint de tekst in een vraaggesprek tussen Jezus en Maria, Petrus, Andreas en  Matteüs. De laatste wordt hier Levi genoemd. Jezus wordt in het geschrift consequent de Verlosser genoemd. Het gesprek handelt over de aard van de materie en de zonde. Hier over zegt Jezus  Zonde bestaat niet, maar jullie zijn het die de zonde maken. Dit deel eindigt met de opdracht aan de leerlingen om het evangelie te gaan verkondigen. Jezus voegt hieraan toe  En vaardig geen wet uit, zoals de wetgever, opdat jullie daar geen gevangenen van worden. Ook dat kan geïnterpreteerd worden als de gnostische notie van het afwijzen van de Wet van Mozes, zoals bijvoorbeeld uitgebreid verwoord in de Brief aan Flora. Hierna verdwijnt Jezus en de leerlingen blijven bedroefd achter. 
Maria spreekt hen echter moed in. Petrus zegt dat de Verlosser meer van haar gehouden heeft dan van andere vrouwen en vraagt haar de woorden van de Verlosser zoals zij die zich herinnert te vertellen. Maria vertelt over een gesprek met Jezus en een door haar ontvangen visioen waarin zij Jezus zag. Door het ontbreken van opnieuw vier pagina's is alleen het laatste deel bewaard gebleven. Het handelt over de opstijging van de ziel door het gebied van vier hemelse machten. De eerste van die machten is wegens ontbrekende pagina's niet bekend. De overige drie zijn Begeerte, Onwetendheid en Toorn. Er wordt vermeld welke antwoorden de ziel moet geven op de vragen van deze boze machten. 
Na het verslag van Maria spreekt Andreas zijn twijfel uit of de Verlosser dit wel allemaal gezegd kan hebben, want dit zijn duidelijk afwijkende ideeën. Petrus voegt hieraan toe Heeft hij dan zonder dat wij het wisten in het geheim met een vrouw gesproken. Moeten wij ons soms omkeren en allemaal naar haar luisteren? Heeft hij aan haar de voorkeur gegeven boven ons. Maria begint te huilen maar Levi steunt haar en zegt tegen Petrus  Als de Verlosser haar waardig gekeurd heeft, wie ben jij dan wel om haar af te keuren. Vast staat dat de Verlosser haar goed kende en daarom meer van haar hield dan van ons. Het slot van de tekst vermeldt, dat na de toespraak van Levi de leerlingen zich opmaakten om te prediken en te verkondigen. 
Dit laatste tekstdeel handelt in essentie over de verschillende opvattingen binnen de christelijke gemeenschappen in de tweede eeuw over de positie van de vrouw. Petrus brengt de opvatting onder woorden, dat Jezus zijn leer alleen aan mannelijke leerlingen heeft geopenbaard, geen geheime openbaringen heeft gegeven en zeker niet aan een vrouw. Hij verwoordt het standpunt, dat leidinggevende functies binnen georganiseerd christendom alleen mogelijk zijn voor de mannelijke apostelen en hun mannelijke opvolgers. 